# 新橋喜代丸

新橋喜代丸

新橋 喜代丸（しんばし きよまる、1914年〈大正3年〉6月22日 - 没年不明）は昭和初期に活躍した芸者歌手。本名生駒光江。

## 来歴
1914年（大正3年）岡山県真庭郡落合町（現在の真庭市）に生まれる。1933年（昭和8年）に上京し新橋喜代三に師事する。1935年（昭和10年）の『月の東京』でデビューして以降、タイヘイレコードの歌手として『花嫁双六』などのヒット盤を出した。